# 全民皆兵
全民皆兵是一个汉语成语，出处自现代作家王朔《痴人》：“我知道这种勾当已发展到五花八门、全民皆兵的程度。”指把能参加战斗的人民全都武装起来，随时准备歼灭入侵之敌。
古代部落发生战争时，往往所有的男性成员都成为战士。强大的古代军事力量往往在和平时期也保持一定程度的军事化，并以这种形式成为霸主。比较典型的有中国古代的秦国和希腊的斯巴达，中古时期的蒙古帝国和未入關前的清朝，近代较著名的有一战、二战时期的德国、二战时期的日本。现代国家则有中立國瑞士和冷战时期的苏联、朝鲜民主主义人民共和国、大韩民国、中華民國、以色列。其中，以色列是典型的全民皆兵制國家。
简单来说，军国主义是扩张侵略性的全民皆兵。

## 近代應用
在1958年8月，中華人民共和國在北戴河中央政治局擴大會議中通過了由毛澤東親自主持制定的《中共中央關於民兵問題的決定》中，還強調了“必須在全國範圍內把能拿武器的男女公民武裝起來，以民兵組織的形式，實行全民皆兵。背後的主張是「人民可以不主動侵略其他國家，但必須主動站起來保護自己的國土，領土主權不被侵犯」。